# Кернер, Джозеф
Джозеф Кернер (Joseph Leo Koerner; род. 17 июня 1958, Питтсбург, Пенсильвания) — американский историк-искусствовед, специалист по искусству Северного Возрождения. Доктор философии (1988), именной профессор Гарвардского университета, член Американского философского общества (2008).

## Биография
Сын художника Henry Koerner, бежавшего из Вены в 1938 году. Рос в Питтсбурге и Вене.
Учился в Йельском (бакалавр summa cum laude, 1980; принимался в Phi Beta Kappa), Кембриджском (магистр, 1982) и Гейдельбергском (1982—1983) университетах, а также в Калифорнийском университете в Беркли (магистр, 1985; доктор философии, 1988). После трёх лет в Harvard Society of Fellows (1986—1989) поступил в штат Гарвардского университета, до 1999 года его профессор истории искусства и архитектуры и вновь с 2007 года — именной (Thomas Professor), также с 2008 года старший фелло Harvard Society of Fellows. Член Американской академии искусств и наук (1995). В 1999—2000 гг. профессор Франкфуртского университета. В 2000 году перебрался в Лондон, где стал профессором Университетского колледжа Лондона (до 2004), затем профессор Института искусства Курто (до 2007). При его участии созданы трехсерийный фильм Northern Renaissance для Би-би-си и документальные фильмы Vienna: City of Dreams, премьера которого прошла на Би-би-си в декабре 2007 года, и Burning Child.
Отмечен Jan Mitchell Prize for the History of Art (1992) и Mellon Distinguished Achievement Award (2009), премией Гумбольдта (1991—1992), стипендиат Гуггенхайма (2006—2007), являлся Slade Professor of Fine Art в Кембридже (2003) и Оксфорде (2013), читал Mellon Lectures в Национальной галерее искусства в Вашингтоне (2008), Tanner Lectures on Human Values в Кембридже (2012), Gombrich Lectures в Warburg Institute (2016). Почётный магистр искусств Гарвардского университета (1992).

## Книги
- Die Suche nach dem Labyrinth: der Mythos von Dädalus und Ikarus (1983)
- Caspar David Friedrich and the Subject of Landscape (1990)
- The Moment of Self-Portraiture in German Renaissance Art (1993)
- The Reformation of the Image (2004)
- Dürer’s Hands (2006)
- Bosch and Bruegel: From Enemy Painting to Everyday Life (2016)